# Pirofosfato de isopentenilo
El pirofosfato de isopentenilo (IPP) es un intermedio en la vía del mevalonato, que es utilizado en la biosíntesis de terpenos y terpenoides. Se forma a partir de acetil-CoA a través de la ruta del ácido mevalónico. Luego puede ser isomerizado a pirofosfato de dimetilalilo por la enzima isopentenil pirofosfato isomerasa.
El IPP se puede sintetizar a través de otra ruta alternativa, la ruta no-mevalonato de la biosíntesis de isoprenoides, donde se forma a partir de (E)-4-hidroxi-3-metil-but-2-enil pirofosfato (HMB-PP) por la enzima HMB-PP reductasa. Esta ruta es utilizada por muchas bacterias, protozoos apicomplexa tales como los parásitos de la malaria, y los plástidos de las plantas superiores.

Versión simplificada de la ruta sintética de esteroides con los intermedios pirofosfato de isopentenilo (IPP), pirofosfato de dimetilalilo (DMAPP), pirofosfato de geranilo (GPP) y el escualeno son mostrados. Algunos intermedios se omiten.